# Maria Dębska
Maria Dębska (22 de mayo de 1991, Varsovia) es una actriz de cine, teatro y televisión polaca. Ganadora del premio del Festival de Cine Polaco de Gdynia por el papel femenino protagonista de la película Bo we mnie jest (2021).
El padre Maria no es una figura pública. Sólo se sabe que sus padres se divorciaron cuando ella era aún una niña. 

## Carrera
Completó su primer año en el Departamento de Piano de la Academia de Música de Łódź en la clase del profesor Marek Drewnowski. Graduada en la Escuela Nacional Superior de Cine, Televisión y Teatro León Schiller de Łódź (2017).
Por el papel principal ''Maria Estuardo'' dirigida por Grzegorz Wisniewski fue galardonada con el Gran Premio a la personalidad escénica destacada y el Premio del Público del 34º Festival de Escuelas de Teatro de Łódź, el Premio de Interpretación en el Festival Internacional de Escuelas de Teatro de Brno, así como la "Máscara de Oro" de Łódź al mejor debut actoral de la temporada 2015-2016.
En el escenario profesional debutó en el Teatro Estudio de Varsovia en la obra "Ripley underground" de Radosław Rychcik. Ha protagonizado, entre otras, las películas Fun, Fun, Silent Night, My Daughters of the Cow y Demon, aparece en la serie Barwy szczęścia como Jaga, interpretó a Weronika Nowacka en la serie W rytmie serca y a Zosia Joachim en la serie Wojenne dziewczyny. A partir de 2021 interpreta el papel de Victoria en la serie Kitchen. 